# أيه أو تنس
أَيِه أوُ تِنِس (بالإنجليزية: AO Tennis)‏، هي لعبة فيديو من تطوير ونشر شركة بيغ آنت ستوديوز الأسترالية، حيث تعمل منصات أندرويد، بلاي ستيشن 4، آي أو إس، مايكروسوفت ويندوز وإكس بوكس ون، نشرت اللعبة في السوق بتاريخ 8 يناير 2018 في أستراليا، وسوف تصدر اللعبة لجميع أنحاء العالم في هذا العام (2018)، وهي لعبة فيديو نوع رياضة التنس.

## الموقع الخارجي
- الموقع الرسمي
 (الإنكليزية)